# 松山連隊区
松山連隊区（まつやまれんたいく）は、大日本帝国陸軍の連隊区の一つ。前身は松山大隊区である。愛媛県の一部または同県全域の徴兵・召集等兵事事務を取り扱った。実務は松山連隊区司令部が執行した。1945年（昭和20年）、同域に松山地区司令部が設けられ、地域防衛体制を担任した。

## 沿革
1888年（明治21年）5月14日、大隊区司令部条例（明治21年勅令第29号）によって松山大隊区が設けられ、陸軍管区表（明治21年勅令第32号）により愛媛県の一部が管轄区域に定められた（この当時、愛媛県に現在の香川県区域が含まれていた）。第5師管第10旅管に属した。1890年（明治23年）5月20日、丸亀大隊区から宇摩郡を編入し、愛媛県全域を管轄とした。
1896年（明治29年）4月1日、松山大隊区は連隊区司令部条例（明治29年勅令第56号）によって連隊区に改組され、旅管が廃止となり第11師管に属した。
1903年（明治36年）2月14日、陸軍管区表が改正され、再び旅管が採用され連隊区は第11師管第10旅管に属した。
日本陸軍の内地19個師団体制に対応するため陸軍管区表が改正（明治40年9月17日軍令陸第3号）となり、1907年（明治40年）10月1日、善通寺連隊区が創設され、管轄区域の変更が実施された。第5師管第9旅管に属した
1925年（大正14年）4月6日、日本陸軍の第三次軍備整理に伴い陸軍管区表が改正（大正14年軍令陸第2号）され、同年5月1日、旅管は廃され再び第11師管の所属となり、善通寺連隊区が廃止され管轄区域が再び愛媛県全域となった。
1940年（昭和15年）8月1日、松山連隊区は西部軍管区善通寺師管に属することとなった。
1944年（昭和19年）6月16日、善通寺師管が中部軍管区に編入された。1945年には作戦と軍政の分離が進められ、軍管区・師管区に司令部が設けられたのに伴い、同年3月24日、連隊区の同域に地区司令部が設けられた。地区司令部の司令官以下要員は連隊区司令部人員の兼任である。同年4月1日、善通寺師管は善通寺師管区と改称された。同年6月12日、善通寺師管区は四国軍管区に改組された。

## 管轄区域の変遷
1888年5月14日、陸軍管区表（明治21年勅令第32号）が制定され、松山大隊区の管轄区域は次のとおり定められた。この当時、香川県区域は愛媛県に含まれていた。
- 愛媛県

温泉郡・風早郡・和気郡・久米郡・新居郡・周布郡・桑村郡・越智郡・野間郡・上浮穴郡・下浮穴郡・伊予郡・喜多郡・東宇和郡・西宇和郡・南宇和郡・北宇和郡
1890年5月20日、愛媛県宇摩郡を丸亀大隊区から編入し、管轄区域は愛媛県全域となった。1896年4月1日、連隊区へ改組された際に管轄区域の変更はなかった。
1907年10月1日、善通寺連隊区が新設されたことに伴い、管轄区域が陸軍管区表（明治40年9月17日軍令陸第3号）により次のとおり定められた。宇摩郡・新居郡・周桑郡・上浮穴郡を善通寺連隊区へ移管した。
- 愛媛県

松山市・越智郡・温泉郡・伊予郡・喜多郡・東宇和郡・北宇和郡・南宇和郡・西宇和郡
1915年（大正4年）9月13日、越智郡を広島連隊区へ移管し、上浮穴郡を善通寺連隊区から編入した。1920年（大正9年）8月10日、今治市を加え、周桑郡を福山連隊区から、越智郡を広島連隊区から編入した。
1925年5月1日、陸軍管区表の改正に伴い善通寺連隊区が廃止され、旧善通寺連隊区から宇摩郡・新居郡を編入し、再度、愛媛県全域を管轄した。その後は廃止されるまで管轄区域に変更はなかった。

## 司令官
松山大隊区
- 黒岩直教 歩兵少佐：1888年5月14日 -
- 橋本謙作 歩兵少佐：1895年5月17日[14] -
- 行山義一 歩兵少佐：1896年3月18日[15] - 不詳

松山連隊区
- 森岡正元 騎兵大佐：不詳 - 1898年10月1日
- 井上正永 歩兵中佐：1898年10月1日 - 1899年1月1日
- 河北祐充 歩兵少佐：1899年1月1日 - 1902年9月30日
- 依田正忠 歩兵中佐：1902年9月30日 - 1903年2月25日
- 菅波允升 歩兵中佐：1903年2月25日 -
- 田林七郎 歩兵中佐：1906年3月28日 - 1910年10月1日
- 小川公四郎 歩兵中佐：1910年10月1日 - 1914年1月14日
- 磯林直明 歩兵中佐：1914年1月14日 - 1916年8月18日
- 堀田信直 歩兵中佐：1916年8月18日 -
- 生駒幸秀 歩兵大佐：不詳 - 1921年7月20日[16]
- 利根沢貞吉 歩兵大佐：1921年7月20日[16] -
- 増田久猛 歩兵大佐：1931年3月11日 - 1934年3月5日[17]
- 酒井繁蔵 歩兵大佐：1934年3月5日[17] - 1935年8月1日[18]
- 富士井末吉 歩兵大佐：1935年8月1日[18] -
- 白浜重任 大佐：1942年8月1日 - 1945年1月20日[19]